# Маркиз Кэмден
Маркиз Кэмден (англ. Marquess Camden) — наследственный титул в системе Пэрства Соединённого королевства.

## История

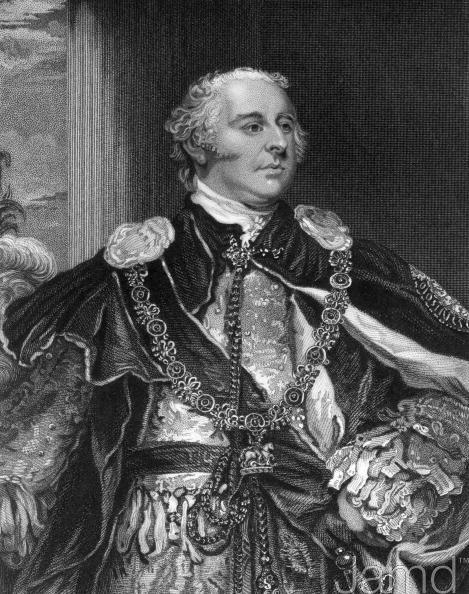
Джон Пратт, 1-й маркиз Кэмден (1759—1840)

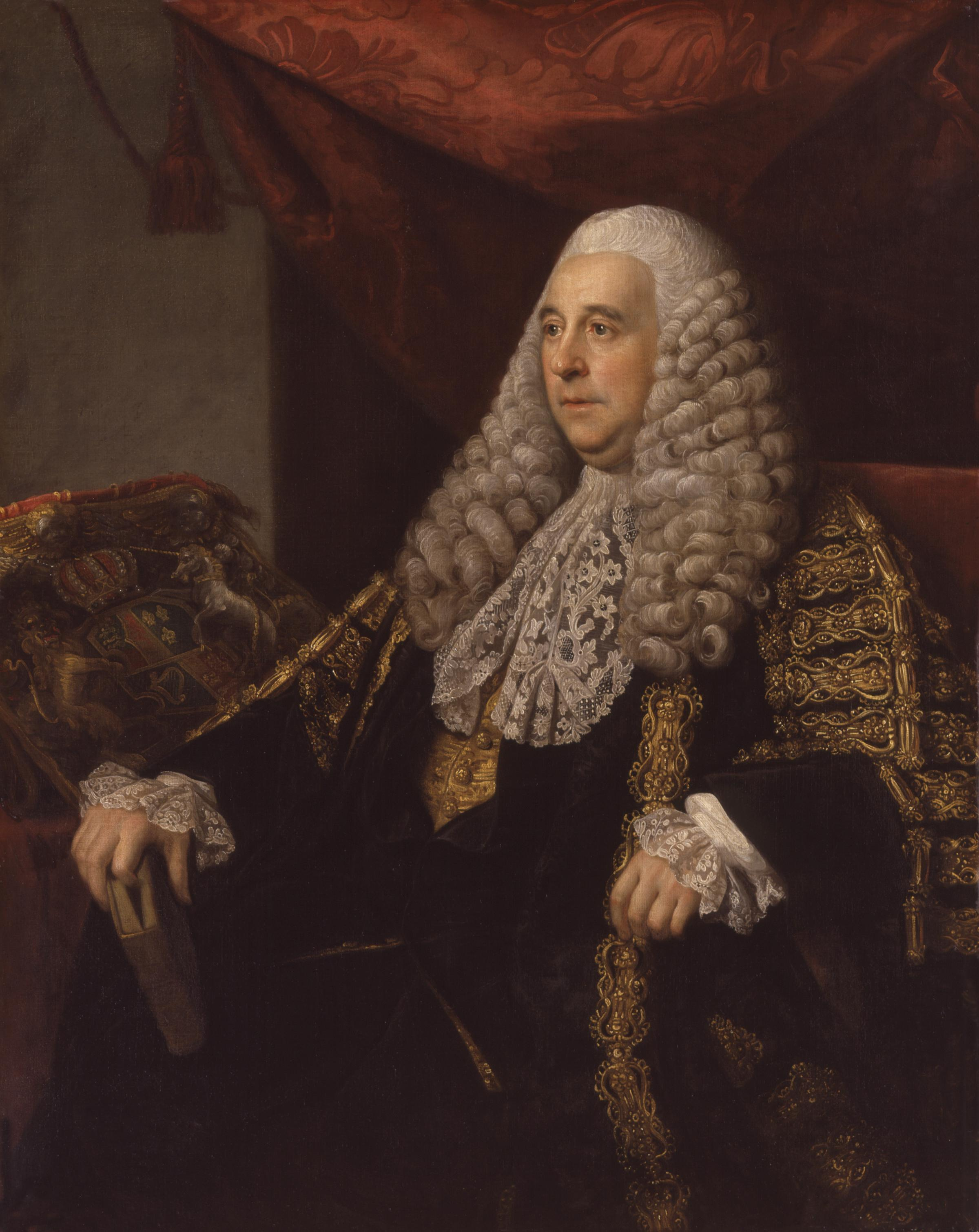
Чарльз Пратт, 1-й граф Камдэн (1713—1794)

Титул маркиза Кэмдена был создан 7 сентября 1812 года для политика Джона Пратта, 2-го графа Кэмдена (1759—1840). Семьи Пратт происходит от сэра Джона Пратта (1657—1725), лорда главного судьи (1718—1725). Его третий сын от второго брака, сэр Чарльз Пратт (1714—1794), также был видным юристом и политиком, он занимал посты генерального атторнея Англии (1757—1762), главного судьи общей юрисдикции (1762—1766), лорда-канцлера (1766—1770) и лорда-председателя Совета (1782—1783, 1784—1794). В 1765 году для него был создан титул барона Кэмдена из Кэмдена в графстве Кент (Пэрство Великобритании). В 1786 году он получил титулы виконта Бейхема из аббатства Бейхем в графстве Кент и графа Кэмдена. Все эти титулы являлись пэрством Великобритании. Лорд Кэмден был женат на Элизабет, дочери Николаса Джеффриса, приора из Брекнокшира.
Их сын, Джон Джеффрис Пратт, 2-й граф Кэмден (1759—1840), занимал посты кассира казначейства (1780—1834), лорда-лейтенанта Ирландии (1795—1798), министра по военным и колониальным делам (1804—1805), лорда-председателя Совета (1805—1806, 1807—1812), лорда-лейтенанта Кента (1808—1840). В 1812 году для него был создан титул графа Брекнока и маркиза Кэмдена. Его сын, Джордж Чарльз Пратт, 2-й маркиз Кэмден (1799—1866), представлял в Палате общин Лагершолл (1821—1826), Бат (1826—1830) и Данвич (1831—1832), а также служил лордом-лейтенантом Брекнокшира (1865—1866). Еще в 1835 году лорд Кэмден был вызван в Палату лордов, где он получил титул барона Кэмдена. Его сын, Джон Пратт, 3-й маркиз Кэмден (1840—1872), заседал в парламенте от Брекона (1866), затем после смерти отца он стал его преемником и занял своё место в Палате лордов. После его ранней смерти маркизат унаследовал его трехмесячный сын, Джон Чарльз Пратт, 4-й маркиз Кэмден (1872—1943). Он занимал должность лорда-лейтенанта Кента (1905—1943).
По состоянию на 2024 год, обладателем титула маркиза являлся его внук, Дэвид Джордж Эдвард Генри Пратт, 6-й маркиз Кэмден (род. 1930), который наследовал своему отцу в 1983 году.
Лорд Майкл Пратт (1946—2007), автор нескольких исторических книг, младший сын 5-го маркиза Кэмдена.
Родовая резиденция — Уэруэлл-хаус в окрестностях Андовера в графстве Хэмпшир. До начала 1980-х годов семья также владела аббатством Бейхем, неподалеку от Ламберхерста в графстве Кент.
Камден-Таун в Лондоне был назван в честь Чарльза Пратта, 1-го графа Кэмдена.

## Графы Кэмден (1786)
- 1786—1794: Чарльз Пратт, 1-й граф Кэмден (март 1713 — 18 апреля 1794), третий сын лорд главного судьи Англии, сэра Джона Пратта (1657—1725)
- 1794—1840: Джон Джеффрис Пратт, 2-й граф Кэмден (11 февраля 1759 — 8 октября 1840), единственный сын предыдущего, маркиз Кэмден с 1812 года.

## Маркизы Кэмден (1812)
- 1812—1840: Джон Джеффрис Пратт, 1-й маркиз Кэмден (11 февраля 1759 — 8 октября 1840), единственный сын Чарльза Пратта, 1-го графа Кэмдена
- 1840—1866: Джордж Чарльз Пратт, 2-й маркиз Кэмден (2 мая 1799 — 6 августа 1866), единственный сын предыдущего
- 1866—1872: Джон Чарльз Пратт, 3-й маркиз Кэмден (30 июня 1840 — 4 мая 1872), старший сын предыдущего
- 1872—1943: Джон Чарльз Пратт, 4-й маркиз Кэмден (9 февраля 1872 — 15 декабря 1943), третий сын (младший) предыдущего
- 1943—1983: Джон Чарльз Генри Пратт, 5-й маркиз Кэмден (12 апреля 1899 — 22 марта 1983), старший сын предыдущего
- 1983 — настоящее время: Дэвид Джордж Эдвард Генри Пратт, 6-й маркиз Кэмден (род. 13 августа 1930), единственный сын предыдущего от первого брака
  - Наследник: Джеймс Джон Уильям Пратт, граф Брекнок (род. 11 декабря 1965), старший сын предыдущего.